# Yellow Cup 2011
Der Yellow Cup ⅩⅩⅩⅨ (2011) in der Schweizer Stadt Winterthur war der 39. Yellow Cup.

## Modus
In dieser Austragung spielten 4 Mannschaften im Modus «Jeder gegen jeden» mit je einem Spiel um den Cup. Bei Punktgleichheit entschied die bessere Tordifferenz, danach die Zahl der geschossenen Tore.

## Resultate

### Rangliste
| Pl. | Land      | Sp. | S | U | N | Tore      | Diff. | Punkte |
| --- | --------- | --- | - | - | - | --------- | ----- | ------ |
| 1.  | Norwegen  | 3   | 2 | 0 | 1 | 0103:930  | +10   | 4      |
| 2.  | Slowenien | 3   | 2 | 0 | 1 | 0100:930  | +7    | 4      |
| 3.  | Schweiz   | 3   | 1 | 0 | 2 | 0100:1010 | −1    | 2      |
| 4.  | Rumänien  | 2   | 0 | 0 | 2 | 078:940   | −16   | 0      |

### Spiele
| 7. Januar 2011 19:00 Uhr | Rumänien                | 26:35        | Schweiz                  | Eulachhalle Zuschauer: 1050 Schiedsrichter: Al-Marzouqi, Al-Nuaimi |
| 7. Januar 2011 19:00 Uhr | meiste Tore: Florea (6) | (15:18)      | meiste Tore: Schmid (11) | Eulachhalle Zuschauer: 1050 Schiedsrichter: Al-Marzouqi, Al-Nuaimi |
| 7. Januar 2011 19:00 Uhr | Strafen: ?× 4×          | Spielbericht | Strafen: 3× 2×           | Eulachhalle Zuschauer: 1050 Schiedsrichter: Al-Marzouqi, Al-Nuaimi |

| 7. Januar 2011 21:00 Uhr | Norwegen                   | 36:33   | Slowenien                | Eulachhalle Zuschauer: 500 Schiedsrichter: Sager, Styger |
| 7. Januar 2011 21:00 Uhr | meiste Tore: Kjelling (11) | (18:11) | meiste Tore: Dolenec (8) | Eulachhalle Zuschauer: 500 Schiedsrichter: Sager, Styger |
| 7. Januar 2011 21:00 Uhr | Strafen: ?× 5× 1×          | [ 4 ]   | Strafen: ?× 6× 1×        | Eulachhalle Zuschauer: 500 Schiedsrichter: Sager, Styger |

| 8. Januar 2011 18:00 Uhr | Slowenien              | 28:20  | Rumänien                | Eulachhalle Zuschauer: 1000 Schiedsrichter: Bernet, Wick |
| 8. Januar 2011 18:00 Uhr | meiste Tore: Skube (8) | (15:8) | meiste Tore: Florea (5) | Eulachhalle Zuschauer: 1000 Schiedsrichter: Bernet, Wick |
| 8. Januar 2011 18:00 Uhr | Strafen: ?× 5×         | [ 5 ]  | Strafen: ?× 5× 1×       | Eulachhalle Zuschauer: 1000 Schiedsrichter: Bernet, Wick |

| 8. Januar 2011 20:15 Uhr | Schweiz                   | 28:36        | Norwegen                  | Eulachhalle Zuschauer: 1800 Schiedsrichter: Al-Marzouqi, Al-Nuaimi |
| 8. Januar 2011 20:15 Uhr | meiste Tore: Graubner (6) | (10:17)      | meiste Tore: Kjelling (7) | Eulachhalle Zuschauer: 1800 Schiedsrichter: Al-Marzouqi, Al-Nuaimi |
| 8. Januar 2011 20:15 Uhr | Strafen: 3× 4×            | Spielbericht | Strafen: ?× 2×            | Eulachhalle Zuschauer: 1800 Schiedsrichter: Al-Marzouqi, Al-Nuaimi |

| 9. Januar 2011 13:30 Uhr | Norwegen                | 31:32   | Rumänien                 | Eulachhalle Zuschauer: 600 Schiedsrichter: Meyer, Buache |
| 9. Januar 2011 13:30 Uhr | meiste Tore: Hansen (9) | (18:16) | meiste Tore: Mureșan (8) | Eulachhalle Zuschauer: 600 Schiedsrichter: Meyer, Buache |
| 9. Januar 2011 13:30 Uhr | Strafen: ?×             | [ 7 ]   | Strafen: ?×              | Eulachhalle Zuschauer: 600 Schiedsrichter: Meyer, Buache |

| 9. Januar 2011 15:30 Uhr | Schweiz                    | 37:39        | Slowenien                 | Eulachhalle Zuschauer: 1500 Schiedsrichter: Al-Marzouqi, Al-Nuaii |
| 9. Januar 2011 15:30 Uhr | meiste Tore: Graubner (10) | (20:17)      | meiste Tore: Bilbija (10) | Eulachhalle Zuschauer: 1500 Schiedsrichter: Al-Marzouqi, Al-Nuaii |
| 9. Januar 2011 15:30 Uhr | Strafen: 3× 2×             | Spielbericht | Strafen: ?× 1×            | Eulachhalle Zuschauer: 1500 Schiedsrichter: Al-Marzouqi, Al-Nuaii |

## Torschützenliste
Bei gleicher Anzahl von Treffern sind die Spieler alphabetisch geordnet.
| Pl. | Spieler           | Land      | Tore |
| --- | ----------------- | --------- | ---- |
| 1.  | Nenad Bilbija     | Slowenien | 19   |
| 2.  | David Graubner    | Schweiz   | 18   |
| 2.  | Kristian Kjelling | Norwegen  | 18   |
| 4.  | Manuel Liniger    | Schweiz   | 16   |
| 4.  | Andy Schmid       | Schweiz   | 16   |
| 4.  | Marko Vukelic     | Schweiz   | 16   |

## Auszeichnungen
| Auszeichnung          | Spieler                                     | Land                         |
| --------------------- | ------------------------------------------- | ---------------------------- |
| Attraktivster Spieler | Håvard Tvedten                              | Norwegen                     |
| Bester Torhüter       | Steinar Ege                                 | Norwegen                     |
| Beste Schiedsrichter  | Al-Marzouqi Omar/Al-NuaMohamed              | Vereinigte Arabische Emirate |
| Pechvogelpreis        | Marius Bogdan Pralea                        | Rumänien                     |
| Publikumspreis        | –                                           | Schweiz                      |
| Besondere Verdienste  | Karin Mettler / Monika Hochreutener (Kasse) | Schweiz                      |

## Junioren U17
| 8. Januar 2011 15:30 Uhr | Schweiz U17            | 27:29   | Baden-Württemberg U17 | Eulachhalle Zuschauer: 300 Schiedsrichter: Jucker, Ullmann |
| 8. Januar 2011 15:30 Uhr | meiste Tore: Maros (8) | (13:19) |                       | Eulachhalle Zuschauer: 300 Schiedsrichter: Jucker, Ullmann |
| 8. Januar 2011 15:30 Uhr | [ 9 ]                  |         |                       | Eulachhalle Zuschauer: 300 Schiedsrichter: Jucker, Ullmann |

| 9. Januar 2011 11:00 Uhr | Schweiz U17              | 30:30   | Baden-Württemberg U17 | Eulachhalle Zuschauer: 150 Schiedsrichter: Brunner, Salah |
| 9. Januar 2011 11:00 Uhr | meiste Tore: Vernier (8) | (11:14) |                       | Eulachhalle Zuschauer: 150 Schiedsrichter: Brunner, Salah |
| 9. Januar 2011 11:00 Uhr | [ 10 ]                   |         |                       | Eulachhalle Zuschauer: 150 Schiedsrichter: Brunner, Salah |